# Орланд (Мен)
Орланд (англ. Orland) — місто (англ. town) в США, в окрузі Генкок штату Мен. Населення — 2221 особа (2020).

## Демографія
Згідно з переписом 2010 року, у місті мешкало 2225 осіб у 976 домогосподарствах у складі 627 родин. Було 1470 помешкань
Расовий склад населення:
| - 97,3 % — білих - 0,5 % — корінних американців - 0,3 % — азіатів - 0,1 % — чорних або афроамериканців |

До двох чи більше рас належало 1,3 %. Частка іспаномовних становила 1,2 % від усіх жителів.
За віковим діапазоном населення розподілялося таким чином: 17,3 % — особи молодші 18 років, 67,0 % — особи у віці 18—64 років, 15,7 % — особи у віці 65 років та старші. Медіана віку мешканця становила 47,3 року. На 100 осіб жіночої статі у місті припадало 99,9 чоловіків;  на 100 жінок у віці від 18 років та старших — 99,7 чоловіків також старших 18 років.
Середній дохід на одне домашнє господарство  становив 63 777 доларів США (медіана — 55 571), а середній дохід на одну сім'ю — 70 005 доларів (медіана — 57 434). Медіана доходів становила 44 310 доларів для чоловіків та 37 277 доларів для жінок. За межею бідності перебувало 10,5 % осіб, у тому числі 15,3 % дітей у віці до 18 років та 6,7 % осіб у віці 65 років та старших.
Цивільне працевлаштоване населення становило 1075 осіб. Основні галузі зайнятості: освіта, охорона здоров'я та соціальна допомога — 22,7 %, роздрібна торгівля — 20,5 %, публічна адміністрація — 8,7 %, виробництво — 8,3 %.